# Цветан Данов
Цветан Данов, наричан по прякор Сантос, е бивш български футболист, атакуващ полузащитник. Легенда на Ботев (Враца). Има 185 мача с 61 гола в А група, от които 183 мача с 61 гола за Ботев и 2 мача за ЦСКА (София).
През 1983 г. изиграва 3 мача за националния отбор на България.

## Биография
Родом от монтанското село Долно Белотинци, Данов прави първите си стъпки в мъжкия футбол в отбора на град Бойчиновци, където е забелязан, преминава и израства в школата на Септемврийска слава. Дебютира за мъжкия състав в Северната Б група през сезон 1977/78. Докато отбива военната си служба играе за нискоразредните Победа (Мировяне) и Нови Искър, където е забелязан от гранда ЦСКА (София).
Данов е привлечен в ЦСКА в началото на 1980 г. До края на сезона изиграва 2 мача в А група и става шампион на България. През лятото на 1980 г. преминава във втородивизионния Дунав (Русе), където играе през есенния полусезон, а след това се завръща за кратко в Септемврийска слава.
През 1981 г. Данов е привлечен в Ботев (Враца), където преминава основна част от футболната му кариера. Изиграва 183 мача за отбора в А група, в които бележи 61 гола. Носител на Купата за индивидуално спортсменство.
В началото на 1988 г. Данов заминава за Португалия, където играе през следващите 3 години и половина за Фарензе и Олянензе.